# Junta Fundadora de la Segunda República
La Junta Fundadora de la Segunda República fue un gobierno de facto, que existió en la República de Costa Rica del 8 de mayo de 1948 al 8 de noviembre de 1949, con ocasión del derrocamiento del presidente constitucional Teodoro Picado Michalski, por parte de un grupo de revolucionarios encabezados por José Figueres Ferrer.

## Antecedentes
Las elecciones presidenciales del domingo 8 de febrero de 1948, fueron ganadas por el candidato Otilio Ulate Blanco por el Partido Unión Nacional, contra Rafael Ángel Calderón Guardia, candidato del Partido Republicano Nacional, afín al grupo que estaba en el poder.
El desconocimiento del resultado por parte de los "calderonistas" y la balacera en la que murieron dos policías y el doctor Carlos Luis Valverde Vega (miembro de la oposición), llevaron a los sectores afines al gobierno a enfrentarse contra las fuerzas opositoras lideradas por el Ejército de Liberación Nacional, comandadas por José Figueres Ferrer, en el período comprendido entre el 12 de marzo y el 19 de abril de 1948.
La Guerra Civil finalizó con el Pacto de la Embajada de México el 19 de abril de 1948, mediante el cual se realizaron conversaciones y negociaciones entre las partes beligerantes. Se llegó a un acuerdo en el que se establecían el ejercicio del Poder Ejecutivo en cabeza del ingeniero Santos León Herrera, quién se encargaría de organizar el nuevo gobierno; se tomarían medidas para la retirada de las tropas del gobierno; se daría la salida del país de los jefes militares y funcionarios más importantes; se finalizaría la acción armada y las fuerzas del Ejército de Liberación Nacional avanzarían a sus nuevas posiciones; garantizando la vida y bienes de todos los ciudadanos; así como el respeto de las garantías sociales

### Pacto Ulate-Figueres
El 1 de mayo de 1948, se dio el Pacto Ulate-Figueres, mediante el cual Otilio Ulate Blanco y José Figueres Ferrer, acordaron entre otras cosas, que la Junta Revolucionaria gobernaría al país sin congreso durante un período de dieciocho meses a partir del ocho de mayo; se convocaría a elecciones populares para escoger representantes a una Asamblea Constituyente; designaría inmediatamente una comisión encargada de redactar un proyecto de Constitución para ser sometido a la Constituyente; reconocería y declararía de forma inmediata que el ocho de febrero último fue elegido legítimamente a Otilio Ulate Blanco como Presidente de Costa Rica; pediría a la Asamblea Constituyente ratificar la elección de Otilio Ulate Blanco para ejercer el poder en el primer período constitucional de la Segunda República, que no excedería de cuatro años e integraría el Tribunal Nacional Electoral (hoy Tribunal Supremo de Elecciones de Costa Rica).

## Gobierno

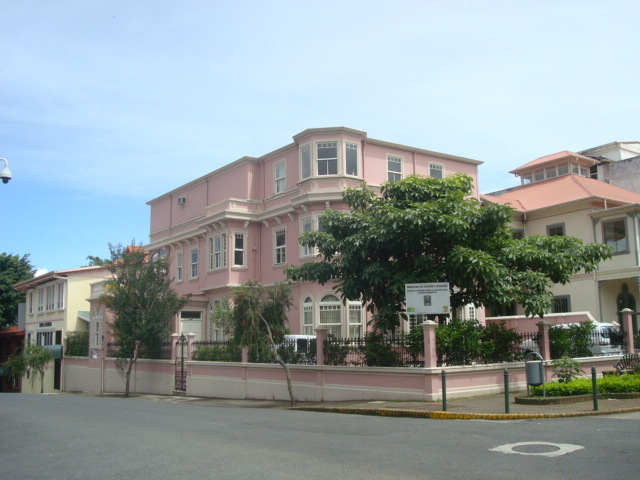
Residencia temporal de Figueres y sede de la Junta Fundadora de la Segunda República

### Primer Decreto Ley
Decreto Ley Nº 1
San José, 8 de mayo de 1948
En la Casa Presidencial
1º- Constitúyese un Consejo de Gobierno provisorio de la Nación, que ejercerá sus funciones con el nombre de Junta Fundadora de la Segunda República.
2º- Será Presidente de esta Junta don José Figueres Ferrer, y la integrarán además los sres. Benjamín Odio Odio, Ministro de Relaciones Exteriores y Culto; Gonzalo Facio Segreda, Ministro de Gobernación y Policía; Alberto Martén Chavarría, Ministro de Economía, Hacienda y Comercio; Uladislao Gámez Solano, Ministro de Educación Pública; Francisco Orlich Bolmarcich, Ministro de Obras Públicas; Bruce Masís Dibiasi, Ministro de Agricultura e Industrias; Raúl Blanco Cervantes, Ministro de Salubridad Pública; Presbítero Benjamín Núñez Vargas, Ministro de Trabajo y Previsión Social; y Edgar Cardona Quirós, Ministro de Seguridad Pública, quedando por consiguiente organizado en tal forma el Gabinete de Gobierno.

3º- La Junta Fundadora de la Segunda República asume los poderes Legislativo y Ejecutivo del Estado.

## Abrogación de la Constitución
Por decreto ejecutivo la Junta suspendió la aplicación de la hasta entonces vigente Constitución Política de Costa Rica de 1871.

Exceptuando sus capítulos referentes a las garantías individuales, nacionales y sociales, cuya vigencia se restablécese provisionalmente. En el artículo 2° de dicho decreto se especificó que se mantenían también provisionalmente la vigencia de todos los Códigos y Leyes de la República, con la salvedad de la Ley Orgánica del Poder Judicial y en su punto 3° la Junta se dejó la facultad de decretar reformas a los textos constitucionales, códigos y leyes que consideren pertinentes.

## Represión de opositores
Si bien tanto el Pacto de Ochomogo como el Pacto de la Embajada de México establecían que no se perseguiría a los perdedores de la guerra, esto no se cumplió. Recién entrando a funciones la Junta tomó distintas medidas represivas que incluyeron:

1. Promulgación del Decreto-Ley mediante el cual los servidores del Estado, en su mayoría calderonista, perderían el derecho al preaviso y la cesantía.
2. Instalación de los Tribunales de Sanciones Inmediatas.
3. El Oficial Mayor del Ministerio de Trabajo, don Armando Aráuz Aguilar planteó que sería inconcebible que fuéramos a permitir que bajo el sindicalismo se escondieran tendencias totalitarias.
4. Promulgación del Decreto-Ley # 105, mediante el cual se puso fuera de ley al Partido Vanguardia Popular y a la Confederación de Trabajadores de Costa Rica.
5. Expulsión del país de los dirigentes comunistas Manuel Mora Valverde y Carmen Lyra.
6. Encarcelamiento de centenares de militantes del Partido Vanguardia Popular, en la Penitenciaría Central.
7. Asesinato de los dirigentes del Partido Vanguardia Popular a la altura del lugar como El Codo del Diablo (Cantón de Siquirres)

Contreras (2009).

Además, quedaron prohibidos los partidos Republicano Nacional (calderonista) y Vanguardia Popular (comunista), los perdedores de la guerra civil. Por decreto 105 del 17 de junio de 1948 se declaró como ilegal todo partido político cuya ideología se oponga al sistema democrático representativo o a la soberanía nacional, así como prohibidió a todas las sociedades secretas políticas y grupos paramilitares o violentos. Pero hacía explícita la prohibición de Vanguardia Popular al indicar "Declárase comprendido expresamente en la prohibición del artículo primero al Partido Vanguardia Popular".
En el caso de Vanguardia Popular su ilegalización se elevaría incluso a rango constitucional. Además serían presos los dirigentes de Vanguardia Popular: Carlos Luis Fallas,  Rodolfo Guzmán Rodríguez,  Arnoldo Ferreto Segura, Fernando Chaves Molina y Adolfo Braña Roza, mientras otros como Manuel Mora Valverde y Carmen Lyra partían al exilio.
El decreto que establecía el derecho del gobierno a destituir sin responsabilidad patronal, preaviso o cesantía a todos los funcionarios de gobierno calderonistas o comunistas también se ejecutó rápidamente. El ministro de trabajo de la Junta Benjamín Núñez Vargas disolvió la Confederación de Trabajadores de Costa Rica afiliada al Partido Comunista y se realizaron masivos despidos de docentes, funcionarios públicos y policías relacionados con el calderonismo o la izquierda. Además el gobierno de la Junta sustituyó a todos los funcionarios municipales (que en aquel entonces no se elegían por votación) reemplazándolos por funcionarios afines.

### Asesinatos del Codo del Diablo
El 19 de diciembre de 1948 son asesinados bajo custodia policial Federico Picado Sáenz, Tobías Vaglio Sardi, Lucio Ibarra, Octavio Sáenz Soto, Narciso Sotomayor y Álvaro Aguilar, todos integrantes de Vanguardia Popular, en una región de Limón conocida como "Codo del Diablo" por lo traicionero y escarpado del territorio. Sus cuerpos emergieron días después movidos por la corriente del río y fueron encontrados por el público. Se señaló por el delito los policías Manuel Zúñiga Jirón, Luis Norberto Valverde Quirós y el chofer de origen cubano Clarencio Auld Alvarado, se les dictó orden de arresto para someterlos a juicio, sin embargo, escaparon del país con asistencia de contactos gubernamentales.

## Principales logros

### Creación del Tribunal Supremo de Elecciones
La Junta reformó el previamente existente Tribunal Nacional Electoral creado en tiempos de Teodoro Picado como mecanismo para apaciguar los ánimos de la oposición de cara a las controversiales elecciones presidenciales de Costa Rica de 1948, sin embargo el TNE estaba supeditado al Congreso y sus decisiones debían ser ratificadas por este. Precisamente el hecho de que el antiguo TNE declaró ganador al opositor Otilio Ulate y el Congreso Constitucional dominado por el oficialismo anuló las elecciones hizo estallar la guerra civil. La Junta transformó al Tribunal en el ente máximo del Poder Electoral cuyas decisiones no pasaban por otros órganos, medida que se preservó en la Constitución. Durante este período se realizaron varias elecciones; una para elegir a los vicepresidentes, diputados y regidores que habrían de acompañar a Ulate durante su período que iniciaba en noviembre de 1949 (ya que los cargos de vicepresidente y regidores habían sido recién creados, y los diputados electos previamente eran oficialistas pues la coalición de gobierno sí había ganado en el voto parlamentario y la Junta anuló este resultado) y otra para los diputados constituyentes que conformarían la Asamblea constituyente. Figueres, que aspiraba ser candidato a vicepresidente, fue impedido de participar cuando la Asamblea dominada por el ulatismo estableció la prohibición de ser candidato a quien estuviera ejerciendo cargos gubernamentales o lo hubiera hecho en los meses previos a la elección.

### Asamblea Nacional Constituyente y nueva Constitución
Durante su gobierno la Junta convocó exitosamente a una Asamblea Constituyente que redactó la Constitución de Costa Rica de 1949. Si bien calderonistas y comunistas no pudieron participar al estar proscritos, aunque se sospecha que el calderonismo logró participar mediante el Partido Constitucional, el ulatismo resultó vencedor obteniendo una supermayoría el Partido Unión Nacional.

### Voto femenino
Durante la gestión de la Junta la Asamblea Constituyente otorgó el voto femenino. La primera mujer costarricense en emitir el voto fue Bernarda Vásquez Méndez en el plebiscito del 30 de julio de 1950 de La Fortuna de San Carlos, mientras que las primeras elecciones nacionales en que el sufragio femenino fueron las de 1953.

### Cese de la segregación racial
Figueres, quien acompañado del activista afrocostarricense Alex Curling Delisser (futuro primer diputado negro de Costa Rica) había realizado sus prédicas políticas anticalderonistas entre la población negra limonense previo a la guerra civil, se había comprometido a poner fin a la segregación racial establecida en el país hasta esa fecha que prohibía a los negros y chinos salir de ciertas áreas de Limón y Puntarenas e ingresar al Valle Central de Costa Rica. Esto se hizo efectivo con el levantamiento de las prohibiciones de movilidad y con el otorgamiento del voto a los ciudadanos negros y asiáticos.

### Fundación del Instituto Costarricense de Electricidad
El Instituto Costarricense de Electricidad o ICE fue fundado el 8 de abril de 1949 mediante el decreto-ley n.º 449 de la Junta Fundadora, convirtiéndose en una de las instituciones más emblemáticas del país comparable con la Caja Costarricense de Seguro Social y la Universidad de Costa Rica. El ICE contribuyó al desarrollo del país y a su estado de bienestar, actualmente cerca del 98 % del territorio costarricense se encuentra electrificado y dota de electricidad a otros países de Centroamérica.

### Nacionalización bancaria
La nacionalización de la banca se hizo efectiva mediante el decreto-ley n.º 71 del 29 de diciembre de 1949 pasando así todos los bancos privados a ser del Estado. Esto incluyó bancos tan emblemáticos como el Banco Anglo Costarricense y el Banco Crédito Agrícola de Cartago. La nacionalización, que incluyó la confiscación de los bancos privados, fue polémica en la época y fue parte de las medidas socialdemócratas que impulsaba la Junta, cuya finalidad era poner la banca al servicio de las finanzas estatales y otorgar créditos de interés social a las clases desposeídas.

#### El Cardonazo
Esta medida y el impuesto de 10% al capital puso descontentas a las clases más ricas, por lo que el 3 de abril de 1949 el ministro de Seguridad Pública Edgar Cardona Quirós intenta un fallido golpe de Estado junto a algunos policías que toman por la fuerza el Cuartel Bellavista, entonces sede del ejército. Sin embargo el alzamiento es reprimido.

### Abolición del ejército
La abolición del ejército de Costa Rica se refiere a la supresión de todas las fuerzas armadas de Costa Rica, llevada a cabo el 1 de diciembre de 1948, tras darse por finalizada la guerra civil de ese año. El evento en el cual se suprimieron las fuerzas armadas fue llevado a cabo en el antiguo Cuartel Bellavista, hoy Museo Nacional de Costa Rica, y fue encabezado por el presidente de la Junta Fundadora de la Segunda República, José Figueres Ferrer.

## Cese de sus funciones
La Junta Fundadora de la Segunda República terminó sus funciones el día 8 de noviembre de 1949, y en la última sesión se procedió al traspaso de poderes a Otilio Ulate Blanco quien estaría en sus funciones como Presidente de la República durante el período 1949-1953.
| Precedido por: Congreso Constitucional de Costa Rica 1871-1948 | Poder Legislativo de Costa Rica 1948-1949 | Sucedido por: Asamblea Legislativa de Costa Rica 1948-2025 |